# Yuki Nishiya
Yuki Nishiya (西谷 優希 Nishiya Yuki?, nacido el 5 de octubre de 1993 en Tochigi) es un futbolista japonés que se desempeña como centrocampista.

## Trayectoria

### Clubes
| Club       | País  | Año    |
| ---------- | ----- | ------ |
| Tochigi SC | Japón | 2018 - |

## Estadística de carrera

### J. League
| Club       | Año   | J. League | J. League | Copa J. League | Copa J. League | Total | Total |
| Club       | Año   | Part.     | Goles     | Part.          | Goles          | Part. | Goles |
| ---------- | ----- | --------- | --------- | -------------- | -------------- | ----- | ----- |
| Tochigi SC | 2018  | 17        | 0         | -              | -              | 17    | 0     |
| Total      | Total | 17        | 0         | 0              | 0              | 17    | 0     |